# Distretto di Paimas
Il distretto di Paimas è un distretto del Perù, facente parte della provincia di Ayabaca, nella regione di Piura.